# Plinthisus pusillus
Plinthisus pusillus är en insektsart som först beskrevs av Clarke H. Scholtz 1847.  Plinthisus pusillus ingår i släktet Plinthisus, och familjen fröskinnbaggar. Arten är reproducerande i Sverige.